# 遠藤湘吉
遠藤 湘吉（えんどう しょうきち、1916年7月10日 - 1975年10月19日）は、日本の経済学者。東京大学教授。専攻は財政学、学位は経済学博士（1962年）。実兄に東大野球部で投手として活躍した遠藤洋吉がいる。

## 人物
北海道に生まれる。京都府立京都第一中学校（現京都府立洛北高等学校・附属中学校）、第一高等学校を経て1940年東京帝国大学経済学部卒業。同年東京帝国大学経済学部助手、1949年東京大学社会科学研究所助教授、1958年同教授。1963年東京大学経済学部教授に移り、1970年から1972年まで同経済学部長。

## 主な著書

### 単著
- 『インフレーションと日本の財政』（白日書院, 1949年）
- 『統一的労働運動の展望』（労働法律旬報社, 1952年）
- 『財政学』（青林書院, 1958年）
- 『市民の財政学』（東京大学出版会, 1959年）
- 『財政投融資』（岩波書店, 1966年）
- 『戦後日本の経済と社会』（筑摩書房, 1966年）
- 『景気政策の理論：公債・減税・金融』（財経詳報社, 1966年）
- 『明治財政と煙草専売』（御茶の水書房 , 1970年）
- 『税金』（岩波書店, 1970年）

### 共著
- （大内力・武田隆夫）『近代財政の理論：その批判的解明』（時潮社, 1955年／再訂版, 1964年）
- （加藤俊彦・高橋誠）『日本の大蔵大臣』（日本評論社, 1964年）

### 編著
- 『予算』（有斐閣, 1955年）
- 『日本の経済』（有斐閣, 1961年）
- 『日本の財政』（毎日新聞社, 1962年）
- 『日本経済の群像：実力集団の思想と行動』（学陽書房, 1975年）

### 共編著
- （藤田若雄）『賃金の基礎知識』（労働法学研究所, 1961年）
- （藤田若雄）『労働組合の組織と運営：組合論入門』（労働法学研究所, 1961年）
- （武田隆夫）『帝国主義論（上）（下）』（東京大学出版会, 1961年）
- （武田隆夫・大内力）『資本論と帝国主義論（上）資本論の形成と展開』（東京大学出版会, 1970年）
- （武田隆夫・大内力）『資本論と帝国主義論（下）帝国主議論の形成と展開』（東京大学出版会, 1970年）
- （東京都南多摩新都市開発本部）『多摩ニュータウン開発の地元財政におよぼす影響の計量分析』（東京都南多摩新都市開発本部, 1971年）

### 翻訳
- カール・マルクス『経済学批判』（武田隆夫・大内力・加藤俊彦との共訳、岩波文庫, 1956年）
- U・K・ヒックス『イギリス財政史』（長谷田彰彦との共訳, 東洋経済新報社, 1961年）

## 論文
- 国立情報学研究所収録論文 国立情報学研究所